# Castillo de Villahermosa del Río

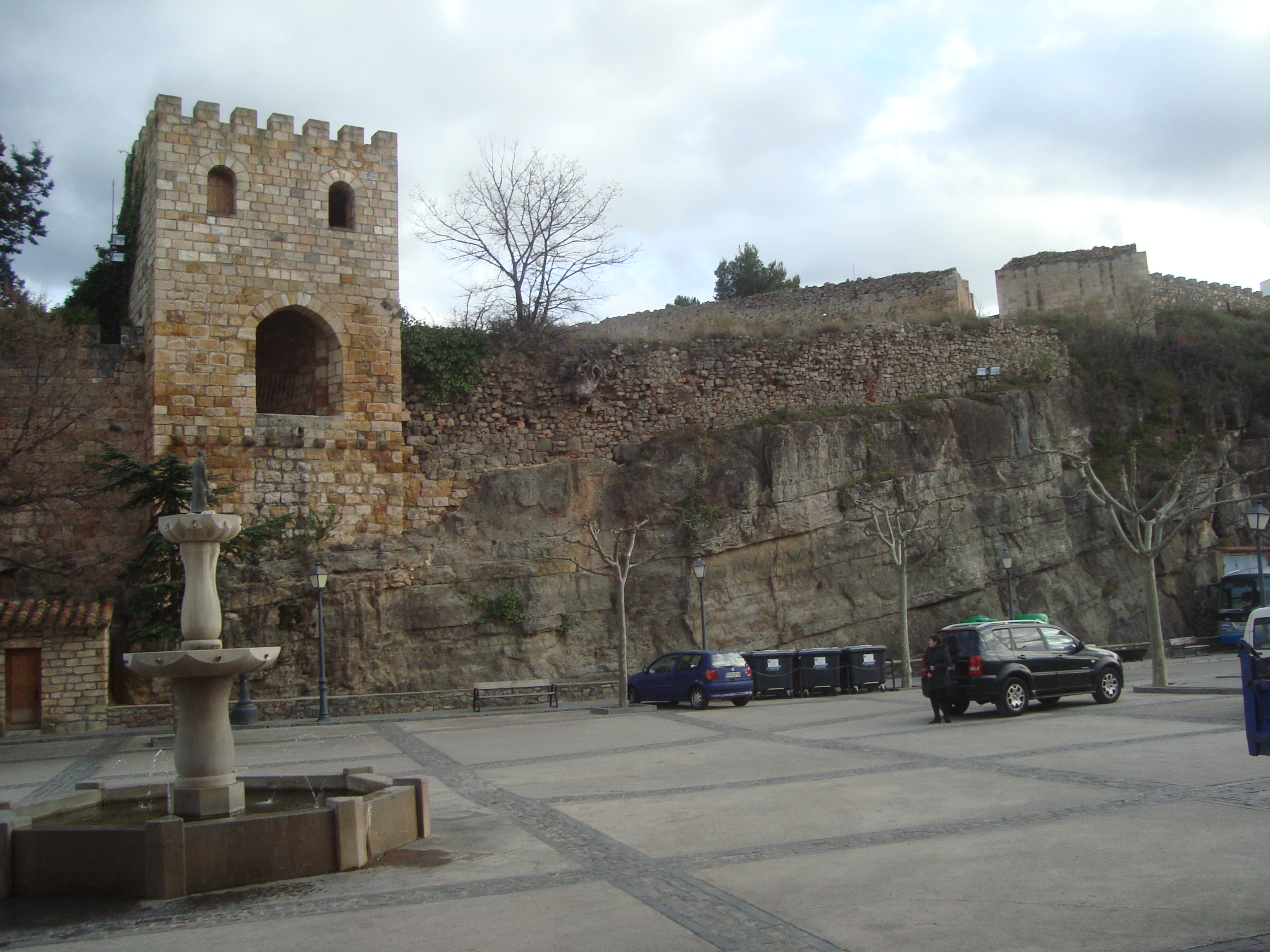
Otra vista de la fortaleza

El castillo de Villahermosa del Río, en la comarca del Alto Mijares, se ubica en la parte alta del monte que domina la población, sobre uno de los meandros del río que le da nombre a la misma.
Actualmente está declarado, por declaración genérica, Bien de Interés Cultural, con código autonómico 12.08.130-004, en la categoría de Monumento.

## Historia
La población de Villahermosa del Río es de origen árabe, que tras la reconquista realizada por las tropas del rey Jaime I de Aragón, pasó a poblarse con habitantes del Castillo de Villamalefa, que estaba en las proximidades.
La construcción del castillo parece datar del siglo XIII y se construyó por iniciativa de Zayd Abu Zayd. Su lugar estratégico le otorgó relevancia durante la época siguiente a la reconquista cristiana, momento en el que pasó a dominio real y más tarde, en tiempos de Jaime II de Aragón, fue el centro del ducado de Villahermosa.
Volvió a tener cierta relevancia, durante la guerra de sucesión española, momento en el que sufrió un gran incendio (del cual se tiene documentación escrita) que lo dejó prácticamente en ruinas. Más tarde, como les ocurrió a otros castillos y fortalezas de la zona en esa época, durante las guerras carlistas, volvió a tener un momento de esplendor, realizándose obras de restauración, para habilitarlo durante la primera guerra carlista, aunque su deterioro fue, a partir de este momento, en continuo aumento, pese a que durante la segunda guerra carlista (1873-75) fue sede de la Diputación Carlista del Centro.
Actualmente está en ruinas, en parte por el uso de sus materiales para la edificación de viviendas particulares. Por las calles del pueblo pueden descubrirse lienzos de las antiguas murallas, y en algunos casos propietarios privados han restaurado parte de las estructuras del castillo que se encontraban dentro de sus propiedades y las han adaptado a su vivienda habitual.

## Descripción
La fortaleza, sita en el paraje conocido como “La Muela”, presenta planta rectangular, que se dividía en dos grandes recintos que disponían de sendas torres albarranas, y en cuyo interior se alojaba la población.
Tenía dos torres gemelas, llamadas “El Tamborete” y la “Torre del Homenaje”, entre las que se situaba un puente levadizo para entrar a la zona fortificada.